# Franc-maçonnerie durant la Première Guerre mondiale
Vous lisez un « bon article » labellisé en 2019.
La franc-maçonnerie durant la Première Guerre mondiale conserve ses fondements universalistes, mais, d'une manière générale, les francs-maçons de chaque pays en conflit servent sans restriction leurs nations respectives, ébranlant fortement les principes de fraternité universelle issus du siècle des Lumières, qui la régissent depuis sa création.
Les réseaux qu'elle tisse avant la guerre animent l'espoir d'une solution pacifiste dans les tensions économiques que vit le monde. Sans trouver d'accord formel entre courants maçonniques, elle accompagne les mouvements internationalistes et pacifistes du début du XXe siècle par la création de la Ligue universelle des francs-maçons lors du 1er congrès espérantiste de 1905. Elle crée aussi, pour tenter de fédérer les obédiences maçonniques du monde, le bureau des relations internationales, qui n’aboutit pas totalement à son objectif premier et ne survit pas à l'issue du conflit. Les tentatives de rapprochement des franc-maçonneries françaises et allemandes dans l'espoir d'éviter un nouveau conflit armé sont mises à mal par la presse antisémite ainsi que par la méfiance d'une partie des obédiences tant libérales que traditionnelles.
Dès le début des hostilités, chaque nation maçonnique se range derrière sa bannière, chaque camp invoquant la légitime défense et la défense des valeurs de l'humanité. Les obédiences des États qui font le choix de la neutralité engagent ou continuent d'animer des relations avec les autres nations maçonniques, parfois des deux camps. Malgré les changements brutaux et les affrontements violents que provoque le conflit, les obédiences maçonniques continuent sur tous les continents leurs activités et certaines manifestations fraternelles, y compris parfois au sein des camps de prisonniers.
Si l’idéal d'une fraternité universelle est remis en cause par l'action des obédiences qui se retranchent dans leurs causes nationales respectives, celles-ci placent dès 1917 et à l'approche de la fin de la guerre leurs espoirs dans un monde nouveau plus juste et plus éclairé à naître et à construire. Comme après chaque grand bouleversement depuis sa création, la franc-maçonnerie organise son avenir et son action au travers de sa capacité à inventer de nouvelles dynamiques, basées en même temps sur ses anciennes constitutions empreintes d'universalisme et sur un idéal utopique.

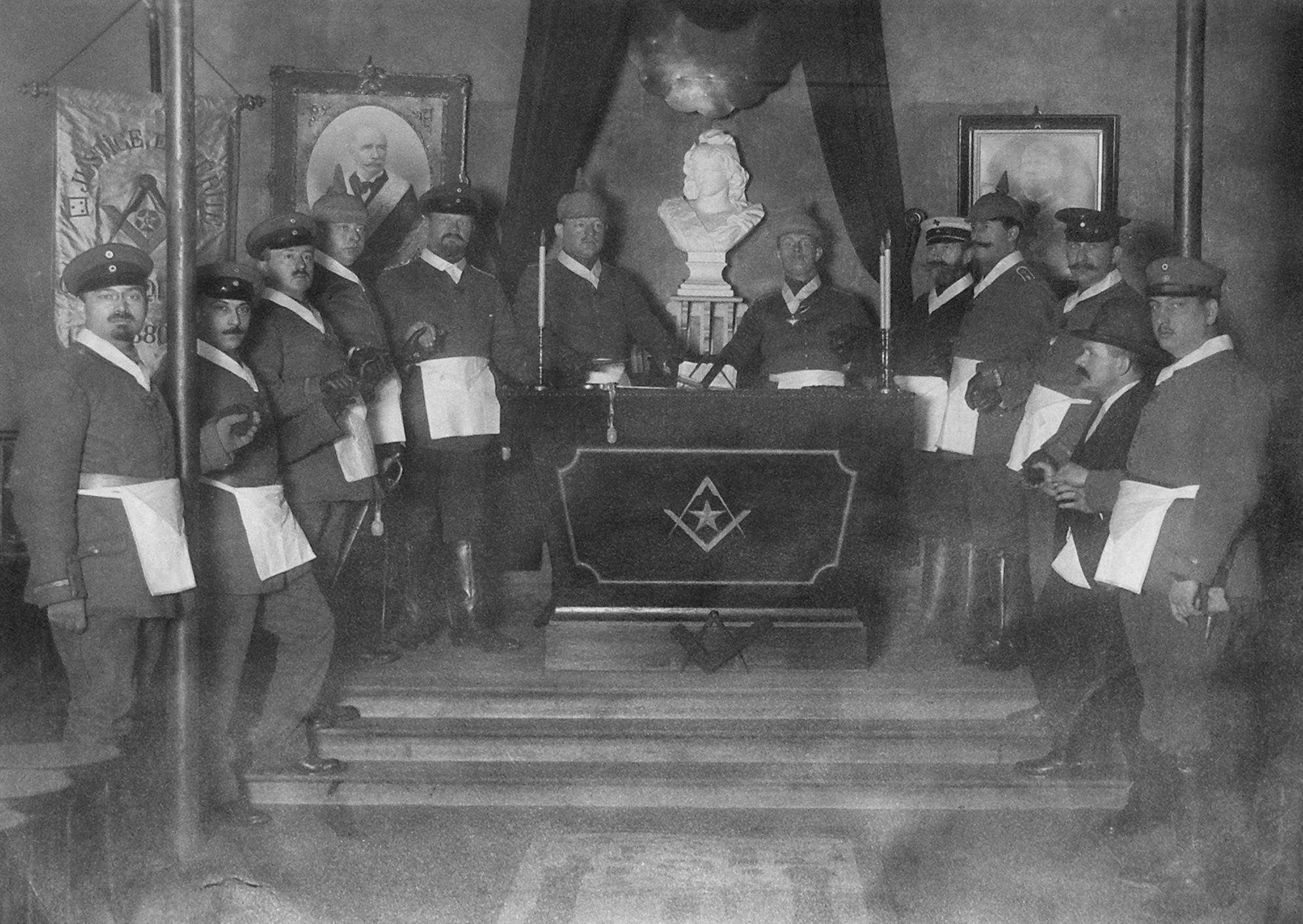
Tenue de loge de soldats allemands dans un temple français et devant le buste de la Marianne maçonnique de Paul Lecreux à Saint-Quentin occupé entre 1914 et 1918.

## Puissances maçonniques européennes avant-guerre
Au début du XXe siècle, la franc-maçonnerie connaît une expansion mondiale qui s'inscrit dans le développement économique et colonial des puissances européennes principalement. Le Bureau international des relations maçonniques dénombre dans le monde près de 24 000 loges et plus de deux millions de francs-maçons. Les États-Unis sont toutefois depuis le XIXe siècle la première puissance maçonnique mondiale de par un développement organisé par filiation et scission (Mothering Process) qui s'inspire du modèle britannique en l'adaptant à la culture américaine. La franc-maçonnerie américaine compte dans ses rangs 1 500 000 membres blancs et 30 000 membres noirs, largement ostracisés par la « maçonnerie blanche ». Toutefois, l’isolationnisme du pays et une action philanthropique américano-centrée ne favorisent pas son rayonnement international. L'Empire britannique constitue le deuxième espace maçonnique avec près de 490 000 membres et 6 000 loges. L'ensemble anglo-américain représente en 1913 les quatre cinquièmes des francs-maçons du monde. L'Europe continentale représente le 3e espace maçonnique avec 160 000 membres et l'Amérique latine entre 55 et 60 000 membres. Au début du XXe siècle, les trois grandes maçonneries européennes, malgré des différences de fond, s'intègrent dans l'évolution commencée au XIXe siècle en se nationalisant plus ou moins fortement.

### Royaume-Uni

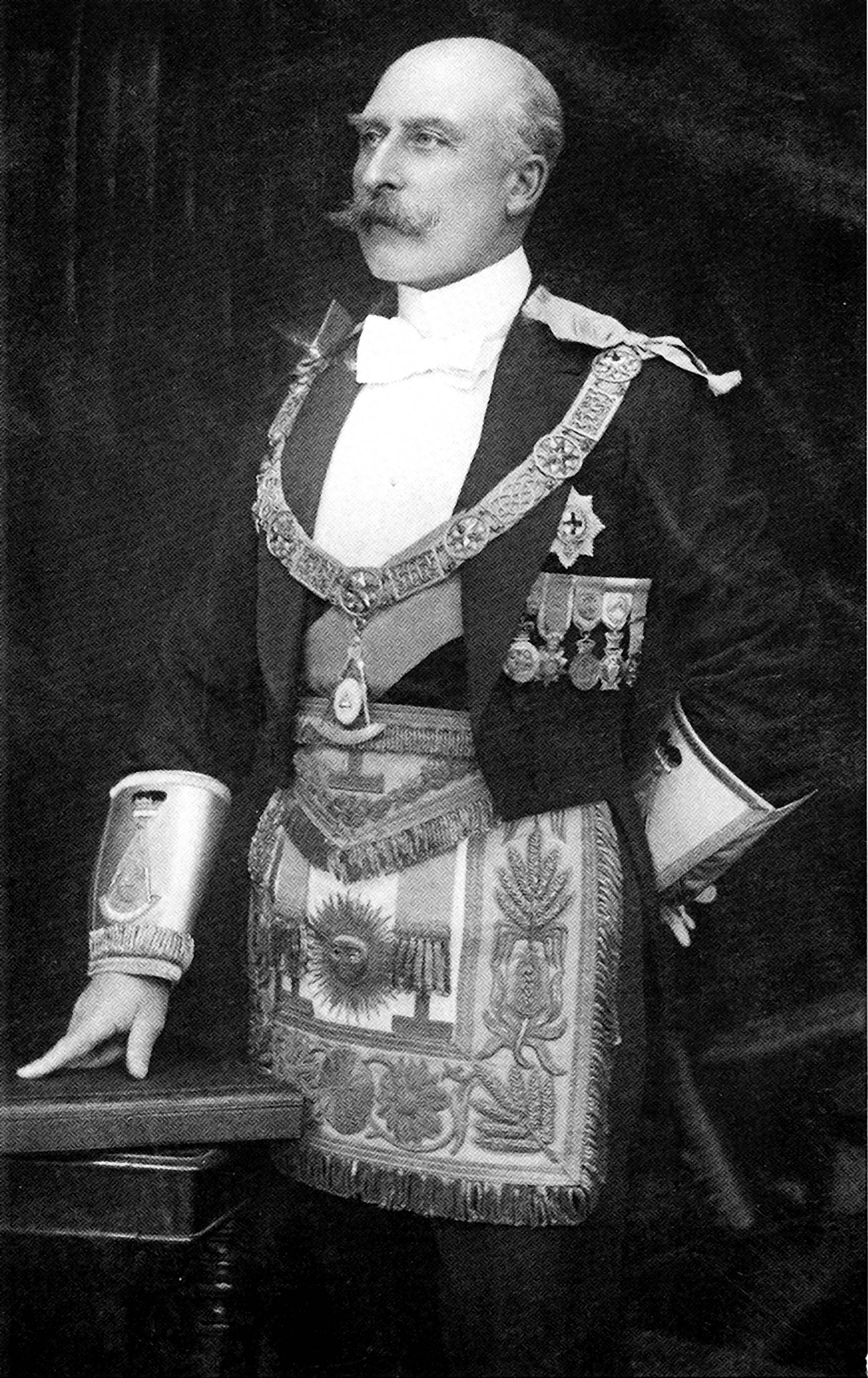
Le duc Arthur de Connaught en tenue de grand-maître.

En 1914, le Royaume-Uni occupe une place primordiale tant dans l’économie mondiale, que dans la franc-maçonnerie. 99 % des francs-maçons appartiennent aux trois obédiences « historiques ». La Grande Loge unie d'Angleterre, « mère loge pour le monde », administre entre 270 et 290 000 membres. Son grand-maître depuis 1901 est le duc Arthur de Connaught et Strathearn, fils de la reine Victoria. Une grande partie des élites du royaume en fait partie, tel Winston Churchill,. L'obédience anglaise recense 1 700 loges en métropole et plus de 700 dans les territoires et colonies de l'Empire britannique. Assez proche idéologiquement des conservateurs et de l'église anglicane grâce à son recrutement sociologique, elle est bien implantée à Londres, dans le centre et le sud de l'Angleterre.
L’Écosse possède pour sa part à la même époque la plus forte densité de francs-maçons au monde : près d'un homme adulte sur trente appartient à une obédience, soit près de 50 000 membres. Ils appartiennent quasiment tous à la Grande Loge d’Écosse. Comme l'obédience anglaise, une partie de son encadrement est issue de la noblesse ; elle se distingue toutefois de celle-ci par une expression plus religieuse et sa tolérance spirituelle. Les loges des territoires qu'elle ouvre admettent plus facilement les communautés non blanches ou d'autres religions que le christianisme. Le recrutement est moins élitiste et largement constitué d'artisans, de petits patrons ou de professions libérales qui tissent des liens mutualistes et affirment une identité écossaise.
L'Irlande doit faire face à l'hostilité des catholiques et des nationalistes radicaux, mais la Grande Loge d'Irlande compte entre 30 et 50 000 membres, principalement recrutés dans la province de l'Ulster. La grande loge est dirigée en 1913 par Richard Hely-Hutchison, comte de Donoughmore (en) et pair d'Irlande. Elle est composée principalement de protestants ou d'Anglo-Irlandais.
Enfin, la franc-maçonnerie féminine et mixte s'installe en 1906 avec la création de la loge « Human Duty » à Londres par Annie Besant ; quatorze loges mixtes naissent jusqu'en 1914.
La Grande Loge unie d'Angleterre, qui définit son rôle comme « Mère loge du monde », s'emploie tout d'abord à consolider les relations entre les trois obédiences historiques. En 1904, John W. Woodall, ancien dignitaire de l'obédience anglaise, crée un club afin de promouvoir la paix grâce à la franc-maçonnerie. L'« International Masonic Club » vise à favoriser les rencontres entre francs-maçons de toutes nationalités, Londres ayant sur son sol plus de 51 000 ressortissants européens, principalement des Allemands, Français et Italiens, de toutes les catégories sociales et professionnelles.

### Allemagne
L'Empire allemand est en 1914, la première puissance démographique de l'Europe avec 69 millions d'habitants, mais également sa première puissance industrielle et militaire. Elle domine, notamment grâce à une économie protectionniste, des exportations de matériel de qualité et une demande intérieure soutenue qui permettent une productivité importante. En 1900, le pays est la deuxième puissance maçonnique d'Europe et reste empreint d'un fort morcellement obédientiel. La franc-maçonnerie sous l'Empire allemand compte une dizaine d'obédiences, qui se répartissent dans deux grandes familles. Un courant dit « prussien » ou « chrétien » de tendance conservatrice et nationaliste, et un courant dit « humanitaire » de tendance internationaliste et libérale. Le courant prussien représente les trois-quarts des effectifs maçonniques de l'Allemagne ; il se répartit en trois grandes loges, la « Groβe Landesloge » fondée en 1740, la « Groβe National Mutterloge » et la « Groβe Loge ». Le courant dit humanitaire, qui prend ce nom au début du XXe siècle, est fondé au XIXe siècle et compte cinq obédiences, la Grande Loge de Hambourg, la Grande loge au soleil, la Grande Loge nationale de Saxe, la Grande Mère de l'union éclectique et la Grande Mère loge de la concorde. Malgré une forte différence d'esprit, les huit grandes loges allemandes se reconnaissent comme régulières. En 1872, elles ont formé l'Alliance des grandes loges allemandes, elles comptent jusqu'à 20 000 membres en 1920. Une neuvième obédience, l'Alliance maçonnique du soleil, d'inspiration pacifiste et internationaliste, est créée en 1907 ; elle compte quelques centaines de membres en 1914 et est ostracisée par toutes les autres obédiences.

### France

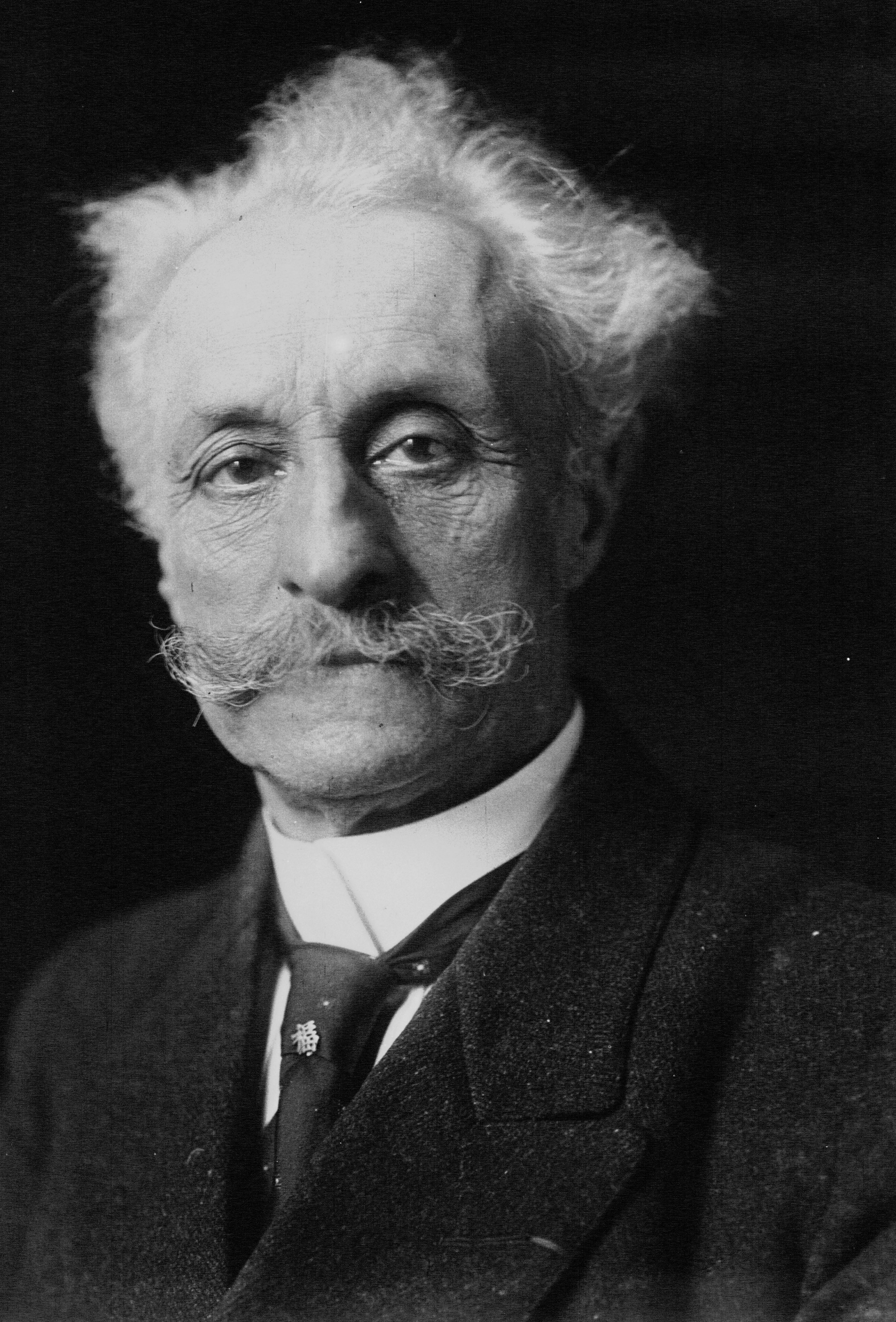
Charles Debierre en 1921.

En 1913, le Grand Orient de France (GODF) compte 30 700 frères répartis dans 432 loges. L'obédience est présidée par Charles Debierre, sénateur du Nord. Le convent qui se tient en septembre 1913 demande des aménagements autour de la loi promulguée en août qui porte le service militaire à trois ans. On la juge contraire aux principes de fraternité universelle que prône la franc-maçonnerie, mais on pense également qu'elle alourdit « l’impôt du sang » qui pèse sur le peuple. Fin septembre, c'est au tour de la Grande Loge de France sous la grande maîtrise de Gustave Mesureur de tenir son convent dans les locaux qu'elle vient d’acquérir rue Puteaux à Paris. En ce début de siècle, l'obédience est proche de l'idéologie du GODF et débat de la vie chère, de la gratuité des fournitures scolaires ou de la lutte contre l'alcoolisme.
Le paysage maçonnique français comprend également l'Ordre maçonnique mixte international « le Droit humain » qui administre en 1914 21 loges et un millier de membres, la Grande Loge symbolique de France, récente scission du Droit humain, et la Grande Loge symbolique écossaise, ainsi que quelques petites organisations représentant les courants égyptiens de Memphis-Misraïm, du martinisme et du Rite Swedenborg. La Grande Loge indépendante et régulière qui naît en 1914 est rapidement reconnue par la Grande Loge unie d'Angleterre en s'inscrivant dans le courant déiste de la franc-maçonnerie. Les obédiences françaises, au diapason de la société, sont partagées entre pacifisme et patriotisme. En témoigne, par exemple, la motion présentée au convent du GODF de 1911, où Jules Uhry prescrit à la fois la défense de la patrie en cas d'agression et la recherche de contacts pour consolider la paix.

## Internationalisme et pacifisme maçonniques

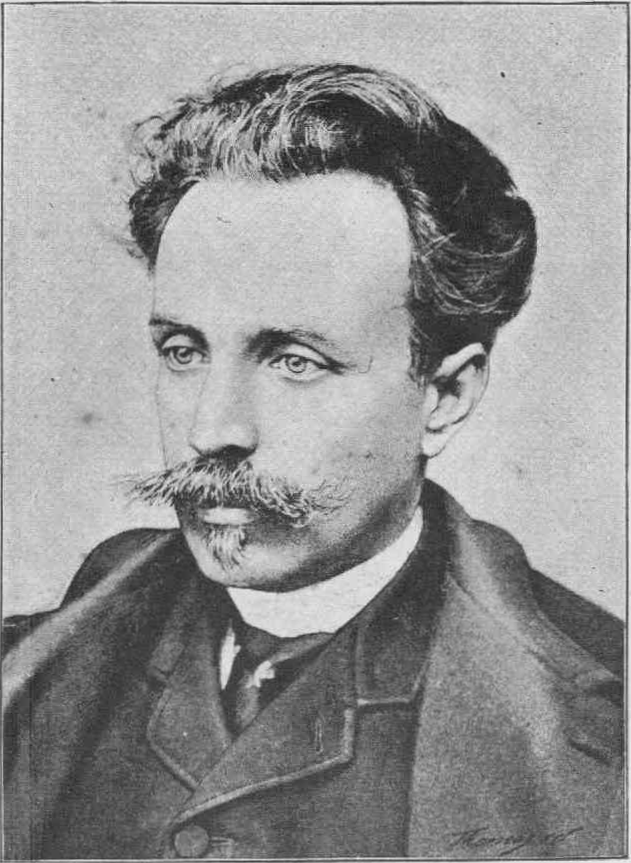
Sebastião de Magalhães Lima, grand-maître du Grand Orient lusitanien, 1er président de la Ligue universelle des francs-maçons.

À partir de 1840, les relations inter-obédientielles se développent pour créer un réseau mondial, qui, malgré les différences de langue, se structure entre 1890 et 1900. Les contacts se multiplient à tous les niveaux ; obédiences, loges et francs-maçons concrétisent de nombreux traités d'amitié ou de reconnaissance mutuelle. Toutefois, les relations s'opèrent principalement par courants maçonniques, le courant anglo-saxon traditionnel et principalement déiste, composé majoritairement des obédiences britanniques historiques et américaines, et le courant latin, libéral et le plus souvent anticlérical, composé principalement des grandes obédiences françaises, italiennes, espagnoles et belges. Autour de ces deux grandes tendances gravite une franc-maçonnerie issue des empires coloniaux en Amérique du Sud et en Océanie.
Au-delà de la culture de la paix des franc-maçonneries européennes, inscrite dans son patrimoine depuis de nombreuses années, c'est clairement à compter de la seconde moitié du XIXe siècle que l'internationalisme et le pacifisme maçonniques vont largement se développer. La première initiative est prise lors du premier congrès mondial d'espéranto à Boulogne-sur-Mer en 1905, par la création de la Ligue universelle des francs-maçons, ouverte à tous de manière individuelle et sans restriction, ni d'obédience, ni de courant, libéral ou traditionnel. Le projet internationaliste qui se développe autour de l'espéranto attire les francs-maçons.
Sans être totalement homogènes, les obédiences maçonniques de chaque pays vont généralement appuyer de manière assez forte les actions et associations pacifistes internationales. De nombreux francs-maçons sont des membres influents de ces associations, voire des prix Nobel de la paix. Le réseau des relations maçonniques international est l'outil de cette promotion d'idéaux pacifistes, jusqu'au retournement nationaliste que provoque le début des hostilités. Toutefois, avant la déclaration de la guerre, la faillite définitive de ce courant est due aux contradictions et aux divisions qui empêchent un accord entre obédiences, qui conçoivent la franc-maçonnerie de manière parfois très différente. Cet échec est comparable à celui du mouvement pacifiste en général d'entre 1914 et 1915, le concept de « guerre juste » finissant par s'imposer en poussant les associations et les obédiences maçonniques à soutenir leurs armées et leurs courants nationaux respectifs.

### Bureau de relations internationales

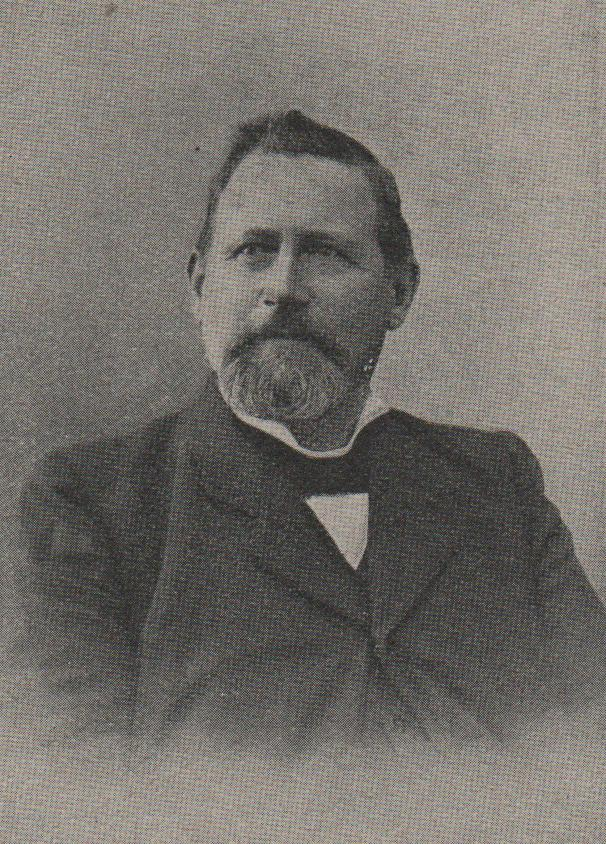
Édouard Quartier-la-Tente, Grand maître de la Grande Loge suisse Alpina.

Jusqu'en 1914, les obédiences britanniques entretiennent des relations avec leurs homologues allemandes, se tenant plus à l'écart des obédiences françaises jugées athéistes, politisées et anglophobes. Les relations entre les deux nations maçonniques étant au plus bas depuis plusieurs années, la création et la reconnaissance par l'Angleterre de la future Grande Loge nationale française ne change rien à la situation.
Toutefois, l'idéal d'une franc-maçonnerie universelle reste une utopie active chez quelques francs-maçons. Plusieurs congrès internationaux dits universels sont organisés, mais ils connaissent des succès contrastés. Des rencontres internationales sont également mises en œuvre en Belgique et au Luxembourg qui ne connaissent qu'un succès relatif, mais l'ensemble de ces actions amène à la création d'un bureau permanent dont la Grande Loge suisse Alpina est le support. Alpina parvient à réunir à Genève vingt-deux obédiences et huit juridictions de hauts grades, qui adoptent les statuts du Bureau international des relations maçonniques (BIRM), installé à Neuchâtel le 1er janvier 1903 et présidé par Édouard Quartier-la-Tente. Le bureau avec un but modeste et apolitique vise à faciliter les rencontres inter-obédientielles, il publie un bulletin et participe à des congrès de la paix. Toutefois, en 1914, ces rencontres sont largement ignorées par la franc-maçonnerie anglo-saxonne et allemande. Le bureau déploie de nombreux efforts et fait preuve de beaucoup de diplomatie pour tenter de fédérer les obédiences des divers courants, qui jugent parfois l'initiative comme inutile, parfois comme une possible perte d'autonomie.
Sans être explicitement inscrites dans les statuts de l'organisme, les idées pacifistes se déploient au gré des rencontres maçonniques. Les questions de paix et d'arbitrage international deviennent les thèmes les plus débattus du congrès de Genève. À cette occasion, un vœu est formulé pour faire du 18 mai, date de l'ouverture de la conférence de La Haye, une date symbole où se célébrerait dans chaque obédience l'idéal de paix et de justice entre les nations. Les mêmes thèmes sont débattus lors du congrès suivant, qui se tient à Bruxelles et réunit 23 obédiences surtout libérales. Les intervenants soulignent l'importance de l'arbitrage international et proposent l'organisation d'une propagande en sa faveur. D'autres vœux qui visent à favoriser la paix dans le monde sont émis principalement par Jean-Laurent Hasse, grand maître adjoint du Grand Orient de Belgique.

### Rapprochement maçonnique franco-allemand

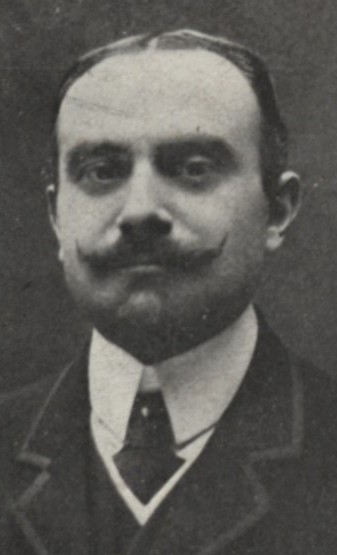
Lucien Le Foyer en 1909.

L'issue de la guerre franco-allemande de 1870 et les annexions de l'Alsace-Lorraine provoquent la rupture des relations maçonniques entre les deux pays. Malgré les appels de la franc-maçonnerie suisse et italienne, les positions nationalistes brisent la « chaîne d'union universelle », censée unir les hommes par-delà leurs différences. Jusqu'en 1900, aucune rencontre formelle ne se tient entre les loges ou obédiences de France et d'Allemagne.
À l'occasion du congrès de Bruxelles en 1904, Lucien Le Foyer, délégué français, attire l'attention de l'assemblée sur la course aux armements que vit l’Europe en particulier. Pour réduire celle-ci, il est urgent selon les congressistes de travailler au rapprochement franco-allemand, la franc-maçonnerie devant être aux avant-gardes de ce rapprochement. À l'unanimité, le congrès en fait une action majeure et investit la Grande Loge de Francfort pour promouvoir cette initiative auprès d'autres obédiences. L'avocat strasbourgeois Heinrich Kraft présente un rapport en septembre 1905 au congrès de la Verein Deutscher Freimaurer, rapport qui invite la franc-maçonnerie allemande à reconnaître la Grande Loge de France, moins décriée que le Grand Orient de France par le « courant traditionnel prussien ». Cette proposition est suivie par les obédiences allemandes. En 1906, une première rencontre « pour la paix mondiale » informelle se tient à Colmar où sont présents 200 francs-maçons allemands, 60 Suisses et 120 Français. La grande loge ouvre à Paris en gage de témoignage de ce rapprochement une loge de langue allemande, la loge « Goethe ». Elle est immédiatement la cible de la presse antisémite, qui la dénonce comme un repaire de Juifs autrichiens et hongrois. À la suite de ce premier rapprochement, d'autres réunions informelles ont lieu et, en juillet 1907, la première réunion officielle entre les franc-maçonneries françaises et allemandes se réalise. Elle se tient dans les Vosges au col de la Schlucht, à la frontière franco-allemande. Près de 400 francs-maçons de plusieurs nationalités se retrouvent, suivis par des journalistes des deux pays, qui rapportent l'émotion et les espoirs de paix et de fraternité qui se dégagent de la réunion.
Malgré la méfiance des obédiences françaises et prussiennes, plusieurs autres rencontres ont lieu, à Bâle en juillet 1908 et à Baden-Baden en juillet 1909. Une rencontre, prévue en juillet 1910, ne peut se tenir qu'en juillet 1911 à Paris et voit le Grand Orient de France reprendre ses distances, la crise d'Agadir manquant de déclencher un conflit avec l'Allemagne. Les autres rencontres se déroulent hors de France, à Luxembourg en 1912 et à la Haye en 1913 sous l'égide du Grand Orient des Pays-Bas en présence d'obédiences de quatorze pays différents.
Toutefois, le durcissement des relations politiques et la multiplication des crises entre les futurs belligérants fragilisent un peu plus ce processus de rapprochement. La réunion suivante, prévue pour le 16 août 1914 à Francfort, est annulée alors que le début des hostilités scelle la fin des espoirs pacifistes d'une partie de la franc-maçonnerie européenne. La franc-maçonnerie française rompt de nouveau toute relation avec les obédiences allemandes, et les loges germanophones sont fermées.

## Affrontement armé
Dès la déclaration du conflit, à l'image de la majorité des populations des nations en conflit, obédiences maçonniques et loges soutiennent les choix de leurs gouvernements respectifs. Le début de l'affrontement balaie les pacifismes et les renvoie dans la marginalité, parfois dans l'illégalité, faisant taire une grande partie de ses militants. À l'exception de quelques voix comme celles du Français Romain Rolland ou du Britannique Bertrand Russell, ainsi que celles de quelques groupes minoritaires issus des socialistes ou des anarchistes qui s’élèvent pour prôner un pacifisme intégral.
L’antimaçonnisme de cette époque fait immédiatement de la franc-maçonnerie un agent de la guerre, cette vision ne sera pas sans conséquence sur les actions des francs-maçons dans les décennies 1920 et 1930. Selon leur poids dans la société, les franc-maçonneries nationales se contentent de suivre ou d'amplifier les choix de leurs États respectifs, et les francs-maçons adhèrent massivement aux valeurs patriotiques de leurs pays. Les discours et les travaux en loge participent plus ou moins à la théorisation de la notion de « guerre juste ».
Quels que soient les engagements, la franc-maçonnerie démontre sa capacité d'adaptation. Ses valeurs de fraternité universelle et de cosmopolitisme mises à mal par les hécatombes des batailles de la Marne ou de Verdun et le nationalisme dans lequel elle se retranche sont revues et servent dès lors une rhétorique visant à justifier les sacrifices, chaque camp défendant le droit à la liberté où la défense du sol revient à défendre le bien de l'humanité tout entière, pour faire renaître au terme du conflit « un monde meilleur issu des décombres du passé ».

### Engagement européen

#### France

René Viviani en 1912.

En France, quelques rares francs-maçons tentent de sauver la paix jusqu'au bout, à l'image de Charles Beauquier, libre-penseur et député radical du Doubs, Léon Bourgeois ou encore Lucien Le Foyer. Le cabinet de René Viviani, reçu maçon en 1894 dans la loge « Droit et justice », constitué le 13 juin 1914, comprend plusieurs francs-maçons. La mobilisation des francs-maçons français s'affirme dans un patriotisme porté par la certitude de participer à la défense sacrée de la France et de la République. Dans sa séance du 13 décembre 1914, le Grand Orient de France dénonce le bellicisme de l'Empire austro-hongrois et les exactions de l'armée allemande. Les francs-maçons français ont la forte conviction d'être du côté de la civilisation face à la barbarie « austro-boche ». De 1916 à 1918, les travaux des loges suivent l'évolution de la guerre et présentent des sujets parfois informatifs sur l'état de l'armée et du haut commandement par des députés francs-maçons, parfois sociétaux comme sur les loyers ou la vie chère par l’anarchiste Sébastien Faure ou encore plus polémiques, autour de la recherche des responsabilités et des causes de la guerre.

#### Allemagne
En Allemagne, la « théorie de la guerre inévitable » est ancrée au sein des milieux conservateurs et militaires et s'implante dans les classes moyennes et pour partie dans les classes populaires. Les obédiences du courant prussien restent dans l'attente du conflit, celles du courant humanitaire balancent entre espoir de paix et nationalisme. Dès le début de la guerre, la quasi-totalité des francs-maçons allemands sont prêts à faire leur devoir en se fondant dans une union sacrée (Burgfrieden), la guerre étant de leur point de vue strictement défensive, face aux agressions russes et à celle des alliés de l'Ouest. Immédiatement, les obédiences allemandes rompent leurs relations avec les franc-maçonneries des États adverses. Elles gardent des relations avec la maçonnerie américaine jusqu'en 1917 et l'entrée en guerre des États-Unis au côté des Alliés.

#### Autriche-Hongrie
La franc-maçonnerie en Autriche-Hongrie a un positionnement original. Elle est interdite en Autriche, mais tolérée au travers de clubs paramaçonniques, les tentatives de légalisation ayant échoué, les élites et l'aristocratie sont absentes des loges, qui se constituent toutefois à la frontière de la Hongrie. En effet, elle est toutefois légale et active en Transleithanie. La principale obédience est la Grande Loge symbolique de Hongrie, qui compte en 1914, une centaine de loges et 6 000 membres de tendance modérée et libérale, plutôt attachée à la dynastie. Lors de l'éclatement du conflit, elle se rallie largement à la politique de la double monarchie.

#### Royaume-Uni
Le Royaume-Uni entre en guerre en août 1914. Dès le 29 août, la revue The Freemason lance un appel à l'engagement : « Le Roi et le pays ont besoin de vous. Appel aux armes », qui est largement entendu et suivi. Toutefois, le conflit ne modifie que partiellement les relations inter-obédientielles, les obédiences britanniques rompent avec les obédiences des pays ennemis. En 1915, une résolution concernant les membres nés sur le sol germanique est adoptée : elle vise à les exclure, même s'ils sont naturalisés. La guerre restreint aussi les créations de loges : de 70 créations de 1910 à 1913, il ne s'en crée plus que 20 à 30 par an de 1914 à 1917.

#### Autres pays européens

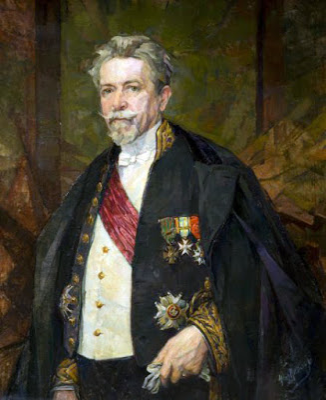
Charles Magnette.

Au-delà des grandes puissances européennes, d'autres nations entrent en conflit.
La Belgique le fait contre sa volonté, car l'Empire allemand viole sa neutralité en envahissant le pays. L'armée allemande est accusée de nombreuses exactions. En septembre 1914, le sénateur libéral Charles Magnette, comme nouveau grand-maître du Grand Orient de Belgique, écrit à toutes les obédiences maçonniques allemandes pour protester et rappeler que si les francs-maçons sont redevables à leur patrie, rien ne justifie l'abandon des valeurs humanistes transnationales. Il propose la mise en place d'une commission pour enquêter sur ces exactions et la signature d'un accord de règles humanitaires entre les parties en conflit. Seules deux obédiences germaniques lui font réponse, en confirmant leur confiance totale dans leur armée.
En Russie, lorsqu'éclate le conflit, la franc-maçonnerie est implantée au sein du pouvoir et chez les intellectuels de la société russe. Elle compte un millier de membres répartis dans une cinquantaine de loges. Elle est totalement absente des classes paysannes et ouvrières. À la déclaration de la guerre, elle s'affiche comme germanophobe et patriote.
La Bulgarie, qui rejoint les Empires centraux et entre en guerre à leurs côtés, n'a qu'une franc-maçonnerie indigente, où les créations de loges sont surtout le fait d'obédiences françaises, italiennes et roumaines.
L'Italie, qui dans un premier temps se déclare neutre, signe le 26 avril 1915 le pacte de Londres et rejoint les forces alliées de la Triple-Entente. Elle déclare la guerre à l'Autriche-Hongrie en mai 1915. À la veille du conflit, la franc-maçonnerie italienne connaît un déclin prononcé après une période faste dans les années 1880-1900. Jugés bourgeois par les socialistes, internationalistes par les nationalistes et antireligieux par le clergé, les francs-maçons restent toutefois très présents au sein des chambres parlementaires avec de nombreux élus. En 1912, ils sont près de 90, répartis dans tous les partis politiques, principalement républicains et progressistes. En 1914, au déclenchement du conflit, la franc-maçonnerie italienne compte encore plus de 27 000 membres, qui se divisent entre les interventionnistes et les neutralistes. Les neutralistes, minoritaires, restent inscrits dans les idéaux pacifistes et internationalistes des années 1900 ; la majorité interventionniste relève de l'irrédentisme et milite pour l'entrée en guerre de l'Italie contre les empires centraux. L'entrée en guerre de l'empire ottoman aux côtés des Empires centraux pousse l'Italie, pour des questions géopolitiques, à déclarer la guerre à l'Autriche-Hongrie, puis quelques jours après à l'Allemagne. L'intervention de la franc-maçonnerie italienne n'est pas sans effet dans l'entrée en guerre du pays aux côtés des alliés.
Le Portugal rejoint à son tour la Triple-Entente en 1916. La franc-maçonnerie portugaise, alors très politisée, vit au rythme des événements que traverse la Première République portugaise. Comptant environ 4 000 membres répartis dans 170 loges, la franc-maçonnerie portugaise rassemble une grande part des élites politiques et intellectuelles républicaines. Sous la présidence de Bernardino Machado, ancien grand-maître du Grand Orient lusitanien unifié, s'opère l'entrée en guerre du pays, après la signature d'accord avec les forces alliées. La franc-maçonnerie portugaise participe à ce projet belliciste, la quasi totalité des francs-maçons le partageant en s'inscrivant dans la multitude des courants républicains qui soutiennent ces choix pour consolider le jeune régime républicain et défendre les colonies face aux menaces allemandes.
La Roumanie rejoint également la Triple-Entente en 1916 à l'issue de tractations avec les deux camps. La franc-maçonnerie roumaine n'y joue cependant qu'un faible rôle, étant largement empêtrée à ce moment-là dans des querelles intestines et de multiples divisions, souvent exploitées par les obédiences françaises, allemandes et italiennes, qui créent des loges sous leurs tutelles. Cette multitude et cette diversité d'opinion explique que les francs-maçons en Roumanie ne pèsent que faiblement sur les décisions politiques du pays.

#### Pays restés neutres
Plusieurs pays, dont la Suisse, l'Espagne, les Pays-Bas et les pays scandinaves, se déclarent neutres et le restent durant toute la durée de la guerre.
La forte popularité que connaît la franc-maçonnerie scandinave au début du XXe siècle est autant due à son caractère autarcique, qu'à son histoire, pratiquant principalement le Rite suédois, d'essence chrétienne, enclin à la philanthropie et ne s'occupant que peu d'affaires internationales. L'homogénéité de la franc-maçonnerie nordique dans sa forme est un des facteurs qui, sans l'écarter des différents courants de la société civile, participe au neutralisme que ces pays maintiennent jusqu’à la fin du conflit.
La situation géographique et politique des Pays-Bas l'incite au maintien d'une position neutre, mais le pays mobilise toutefois son armée pour parer à une agression allemande, qui ne se produit pas. La franc-maçonnerie néerlandaise est parmi les plus anciennes d'Europe, bien implantée et institutionnelle de par la protection de la famille royale, de la faiblesse de l'antimaçonnisme et de sa non-implication dans les affaires politiques du pays. Elle approuve la politique du pays de 1914 à 1918, ne s'éloigne pas de la ligne nationale, garde ses contacts avec les franc-maçonneries anglaise et allemande et ne s'interdit aucune relation avec les obédiences du courant libéral.

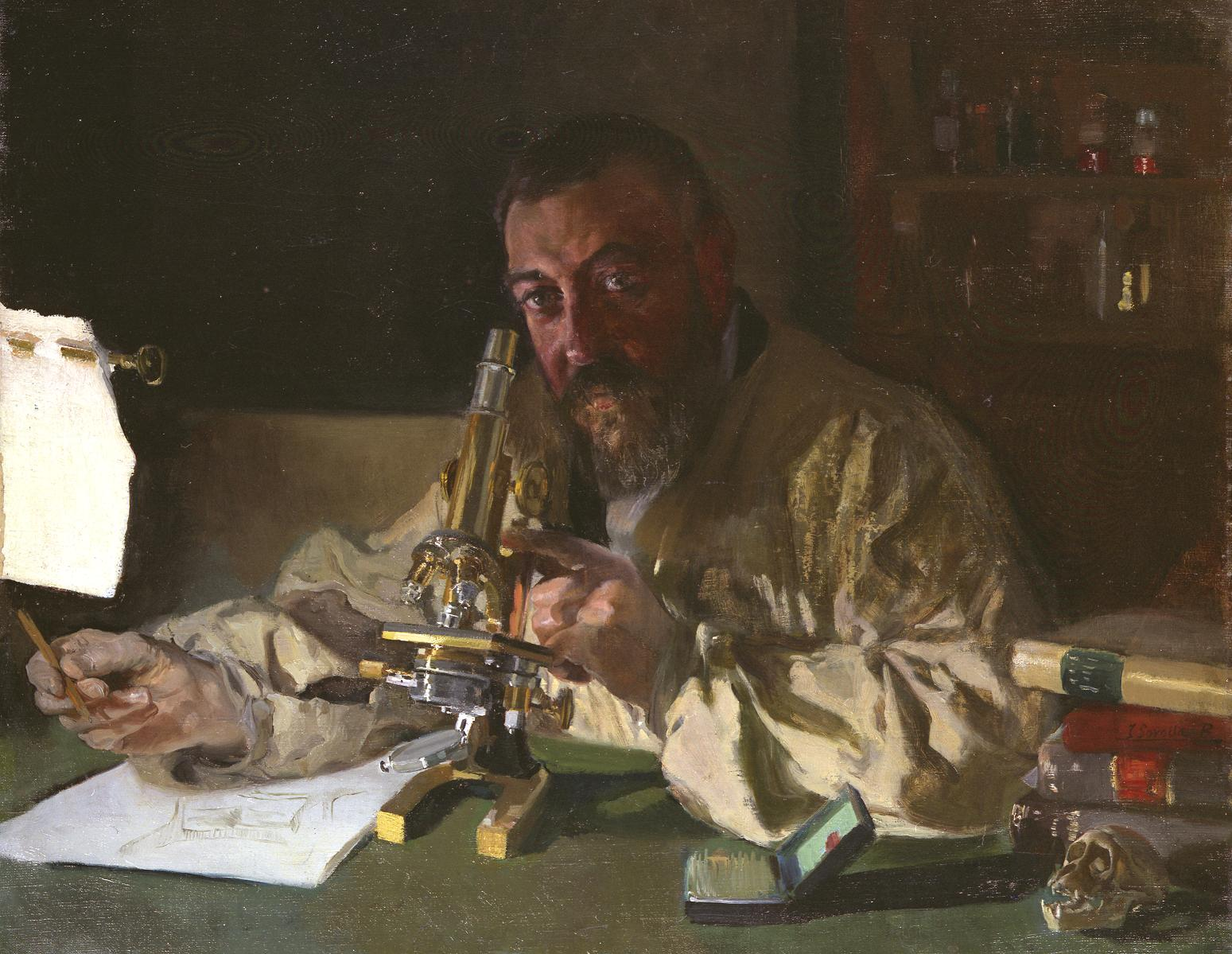
Luis Simarro Lacabra, grand-maître du Grand Orient espagnol.

En août 1914, le gouvernement d’Eduardo Dato Iradier publie un décret royal qui proclame « la stricte neutralité » de l'Espagne, celle-ci ne trouvant aucun intérêt, au regard de la situation politique intérieure, à soutenir un des deux camps. Les Empires centraux (menés par les Allemands) et les Alliés voient toutefois des personnalités politiques diverses soutenir un camp ou l'autre au travers des mouvements « germanólfilos » et « aliadófilos ». La franc-maçonnerie espagnole, dont les années fastes s'éteignent avec le XIXe siècle, est peu présente dans les organes d'influence ou de pouvoir. Accusée d'antipatriotisme et d’avoir soutenu l'indépendance des dernières colonies espagnoles dans le Pacifique, elle est assimilée à la décadence de l'Espagne en général par les courants antimaçonniques. Son recrutement est tourné principalement vers les classes moyennes et les petites entreprises, et elle connaît vers 1906 un regain de dynamisme. Les questions politiques sont largement débattues au sein des loges du Grand Orient espagnol, reconnu par une grande partie de la franc-maçonnerie mondiale comme une puissance régulière. Malgré la perte d'un éclat qu'elle ne retrouve pas, elle reste un groupe d'influence auprès de la mouvance républicaine radicale et se partage entre « aliadófilos » et neutralistes. À partir de 1916 et sous la grande maîtrise de Luis Simarro Lacabra notamment, elle se rapproche de la franc-maçonnerie française et affiche un soutien plus marqué au bloc allié.
Au commencement du conflit, la Suisse mobilise son armée pour défendre éventuellement, son statut d'État neutre internationalement reconnu. La franc-maçonnerie suisse continue de soutenir le mouvement pacifiste et humaniste. Avec quelques francs-maçons néerlandais et espagnols, elle maintient en activité le Bureau international, dont Édouard Quartier-la-Tente est quasiment l'unique animateur. Il le garde le plus neutre possible. À partir de 1914, le bureau s'occupe principalement des frères prisonniers, de recherche de francs-maçons disparus dans le conflit ou d'envoi de colis.

### Engagement mondial

#### Empire Ottoman
L'Empire ottoman rejoint les Empires centraux en octobre 1914. Les Jeunes-Turcs, admirateurs des lois laïques votées en France à la fin du XIXe siècle, adhèrent en grand nombre à la franc-maçonnerie au travers de loges françaises, italiennes et espagnoles présentes à Salonique. Ils travaillent à l'obtention du soutien du Grand Orient de France dans leur combat politique. En 1908, pour sauvegarder son trône, Abdülhamid II rétablit la constitution de 1876 et convoque des élections législatives. Trois généraux francs-maçons sont nommés à la tête du nouveau gouvernement constitutionnel et d'autres francs-maçons sont investis de portefeuilles importants. Dans ce contexte patriotique se constitue en 1909 la première obédience nationale, le Grand Orient ottoman. La nouvelle obédience installe des loges dans une grande partie des villes de l'Empire et intègre une partie des loges étrangères, principalement libérales. Les loges anglaises et écossaises situées en Turquie restent hostiles ou indifférentes à la nouvelle obédience nationale au regard de sa proximité avec les obédiences libérales et des intérêts géopolitiques de leurs nations tutélaires.
Dès lors, le nouveau régime des Jeunes-Turcs se sert de la franc-maçonnerie turque pour favoriser son rapprochement avec les puissances européennes. Les loges fonctionnent comme des sociétés politiques et s'éloignent rapidement des valeurs et principes maçonniques. Instrumentalisées à des fins politiques, elles deviennent des outils qui servent le nouvel État, dont la tendance autoritaire est grandissante. Les intérêts de l'Empire ottoman, le panturquisme et la modernisation du pays au meilleur prix font partie des facteurs qui déterminent le choix de ses dirigeants. Les qualités connues d'appartenance à la franc-maçonnerie des élites du pays vont générer une importante détestation de l'ordre maçonnique jusqu'à la défaite et la chute du triumvirat gouvernant en 1918.

#### Amérique du Nord

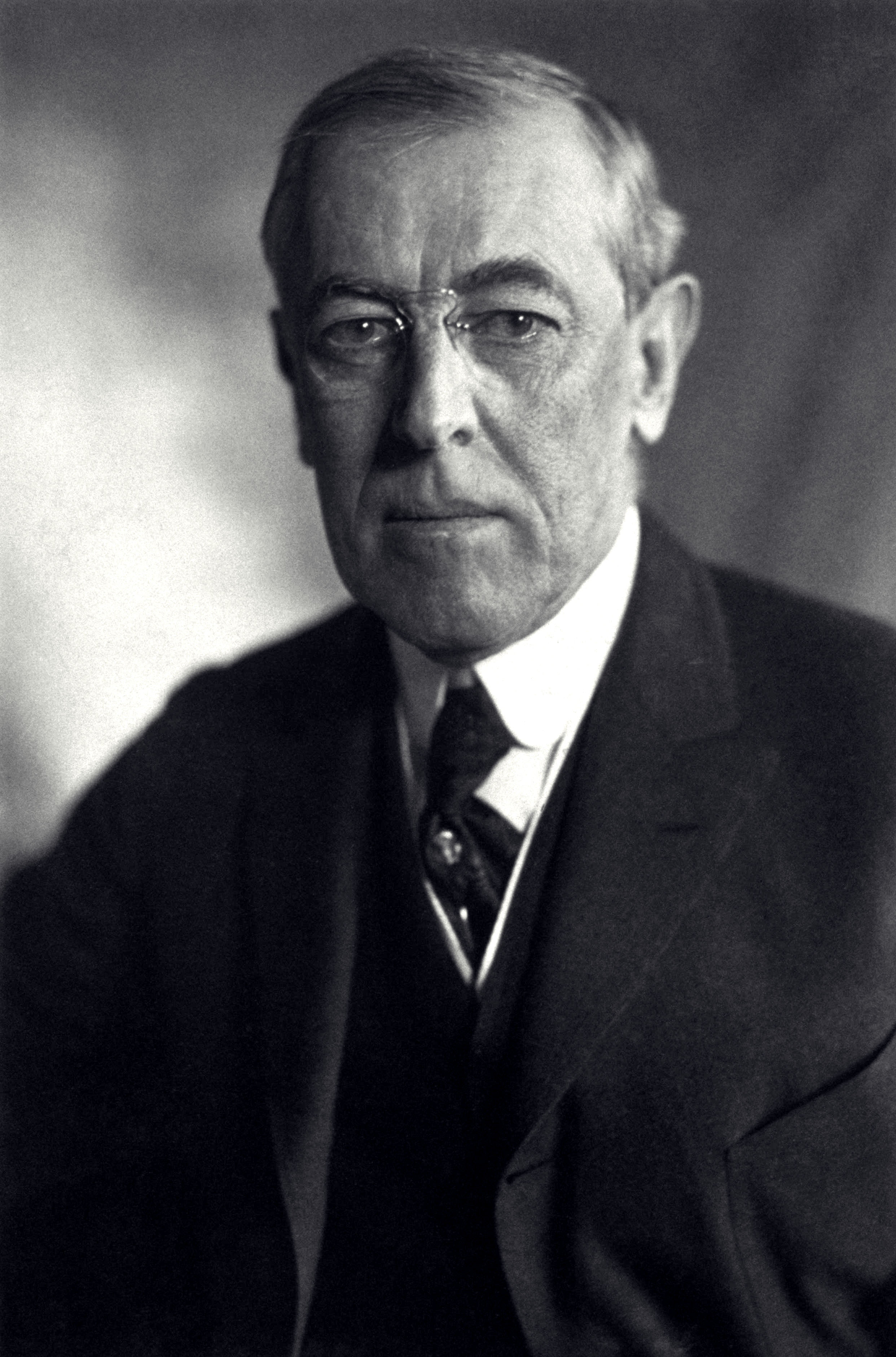
Woodrow Wilson en 1919.

Le 6 avril 1917, les États-Unis entrent en guerre contre l'Allemagne, puis contre l'Autriche-Hongrie. La franc-maçonnerie est largement implantée dans la société nord-américaine. Si elle s'affiche comme apolitique conformément à la tradition anglo-saxonne, de nombreux francs-maçons interviennent discrètement ou ouvertement dans la vie politique et sociale du pays. Sur la suggestion du secrétaire au Trésor, le démocrate William Gibbs McAdoo, les 49 obédiences américaines forment une association pour être plus efficaces dans leurs relations avec le département de la guerre qui refuse de parler à une multitude d'organismes. Les grands maîtres se rencontrent à Cedar Rapids (Iowa) pour former la Masonic Service Association, dont l'activité principale est de soutenir l'effort de guerre et les soldats. Rapidement, la langue allemande pratiquée dans les loges de plusieurs États est proscrite. Les loges américaines ne recrutant que peu de leurs membres dans les milieux pacifistes, syndicalistes ou socialistes, défavorables généralement à la guerre, leur composition est issue majoritairement des White Anglo-Saxon Protestants, ce qui expliquerait qu'un franc-maçon américain sur dix participe aux combats en Europe.
Cette entrée en guerre est saluée par la franc-maçonnerie française, le président Woodrow Wilson alliant la double qualité à ses yeux d'être démocrate et franc-maçon. Dès l'arrivée des militaires américains, les frères des États-Unis sont invités au sein des loges françaises. Ces relations favorisent l'établissement de liens de reconnaissances entre les obédiences françaises et américaines.

#### Amérique latine
À la suite des États-Unis, d'autre pays, comme Cuba et le Panama, emboîtent le pas sans engager toutefois de forces armées dans les combats. Ils sont suivis le 26 octobre 1917 par le Brésil qui est le seul pays latino-américain à participer militairement à la guerre, de façon néanmoins modeste, mais active, par l'envoi de plusieurs bâtiments de guerre et de pilotes d’avion en Europe. Le Brésil est, en 1917, le pays à la densité maçonnique la plus importante d'Amérique latine, et les francs-maçons sont très actifs dans l’action politique. Les obédiences brésiliennes étant largement influencées par le courant libéral européen, de nombreux dirigeants politiques et militaires sont des dignitaires des ordres maçonniques. Par exemple, Nilo Procópio Peçanha, sénateur et gouverneur de Rio de Janeiro, grand maître du Grand Orient du Brésil, qui prend les affaires étrangères en 1917, mène une politique germanophobe. Au début de 1918, le Guatemala, le Nicaragua, le Costa Rica, Haïti et le Honduras déclarent à leur tour la guerre au côté des Alliés. Le Mexique, toutefois, dont la révolution se déroule de 1910 à 1920, donc durant la Première Guerre mondiale, fait le choix d'une neutralité de circonstance. L'éclatement de la franc-maçonnerie mexicaine est largement accentué par les divisions institutionnelles du pays.
En général la franc-maçonnerie en Amérique latine reste principalement légaliste et légitimiste et soutient les options géopolitiques de ses différentes nations.

### Loges de prisonniers
Entre sept et neuf millions de prisonniers de guerre ainsi que quelques milliers de civils des deux camps belligérants sont détenus durant le conflit et parfois au-delà. Les durées de rétention vont générer à l’intérieur des camps de détention le développement d'activités diverses, notamment culturelles, pour combattre la « maladie du barbelé » qui affecte les prisonniers. Quelques loges maçonniques de prisonniers se constituent, éphémères parfois et principalement anglo-saxonnes, au sein des camps où les conditions de détention sont les moins éprouvantes.
En France, le camp d'internement de l'Île longue en rade de Brest fonctionne de 1914 à 1919 et voit passer près de 5 000 prisonniers militaires et civils, Allemands, Autrichiens et Ottomans. Quelques francs-maçons emprisonnés se reconnaissent et entretiennent des relations fraternelles ; ils fondent une loge « In Ketten zum Licht » (Enchaîné à la lumière) en janvier 1918. La loge organise quatre tenues maçonniques et expose quelques travaux avant de suspendre son activité en juin 1918, après l'annonce du rapatriement des prisonniers dans leurs pays. Cette loge est la seule connue des Empires centraux, elle est uniquement composée de civils et n’entretient durant son activité aucune relation avec les obédiences allemandes.
Ailleurs en Europe, les loges de prisonniers officiellement constituées le sont par la franc-maçonnerie néerlandaise. Elles sont uniquement composées de militaires et d’auxiliaires civils des armées, tous prisonniers, de nationalité britannique et américaine. Ces derniers sont retenus aux Pays-Bas en vertu de la convention de la Haye de 1907. Une des plus importantes est fondée par le commodore Wilfred Henderson au camp de Groningue. Elle prend le nom d'« Hospitality n°113 » ; sa consécration se déroule le 22 mai 1915 selon le Rite moderne et sous les auspices du Grand Orient des Pays-Bas (GON), qui autorise cette constitution sur demande de la Grande Loge unie d'Angleterre. La loge tient 55 tenues et initie 64 membres au cours de ses trois ans et demi d'existence. Le 11 novembre 1916, un chapitre transmettant les quatre grades post-magistraux est fondé. La loge « Hospitality n°113 » se réunit pour la dernière fois le 5 novembre 1918. Cette loge aide également à la création d'un second atelier au sein du camp, sous le nom de « Willem von Oranie Lodge ». Celle-ci se compose principalement de prisonniers transférés d'Allemagne et ouvre ses travaux le 16 juillet 1918. À l'issue de la guerre, les deux ateliers sont intégrés avec l'autorisation du GON au sein de la Grande Loge unie d'Angleterre en 1919.

### Fin du conflit
En janvier 1917 se tient à Paris, sous l'impulsion des loges parisiennes du Grand Orient de France et de la Grande Loge de France, une conférence des « Maçonneries des nations alliés ». Elle rassemble plus de 1 500 francs-maçons, dont les grands maîtres du Portugal, d'Italie ainsi que des délégations belges et serbes. La conférence produit un manifeste à destination des franc-maçonneries des pays neutres affirmant que « la victoire des alliés sera celle du pacifisme » ainsi que le triomphe de l'idéal maçonnique qui travaille à la construction d'une Europe et d'un monde libres. Les 28 et 30 juin, après l'entrée en guerre des États-Unis, un nouveau congrès se tient, qui réunit, cette fois, des délégations des États-Unis, d'Argentine, du Brésil, d'Italie, d'Espagne, de Serbie, de Belgique, de Suisse et du Portugal. Ce congrès évoque clairement la création d'une réelle « Société des Nations », estimant que la paix exige l’organisation d'une concertation internationale permanente. Les membres du congrès affirment solennellement que ce nouvel organe, gage de paix entre les peuples, de respect du droit international, est le nouveau « chantier de la fraternité universelle ». Toutefois, l'Empire allemand en est exclu, considérant que seule une « Allemagne libérée et régénérée » peut faire partie de cette société.
La fin du conflit et l'armistice du 11 novembre 1918 permettent rapidement de mesurer l'immensité des pertes humaines, qui se chiffrent en millions après que les nations belligérantes ont mobilisé environ 73 millions d'hommes en âge de porter les armes.
Le nombre de francs-maçons mobilisés et tombés au combat est connu principalement par les monuments et les diverses commémorations élevées ou entretenues par les obédiences dans les années qui suivent la fin du conflit. L'ouvrage Memorials of Masonians who fell in the Great War, au Peace memorial du Freemasons' Hall à Londres, fait état de 3 453 francs-maçons tombés au combat, ce qui représente 5 % des effectifs maçonniques anglais de l'époque. La Croix de Victoria est attribuée à 91 d'entre eux. Les différentes monographies des loges maçonniques françaises font apparaître qu'un franc-maçon français sur sept est mort sur les champs de bataille, les pertes des francs-maçons allemands, italiens et britannique étant du même ordre, ce qui représente environ 3 % des effectifs maçonniques européens de l'époque. Mobilisées sur une période plus courte, mais faisant état d'une forte présence au sein des troupes américaines, les obédiences américaines affichent un identique taux de perte de leurs membres. La Grande loge du Wisconsin mentionne, dans ses archives, 3 665 frères mobilisés parmi ses membres de 1917 à 1919 et 94 tués au combat.

## Après-guerre

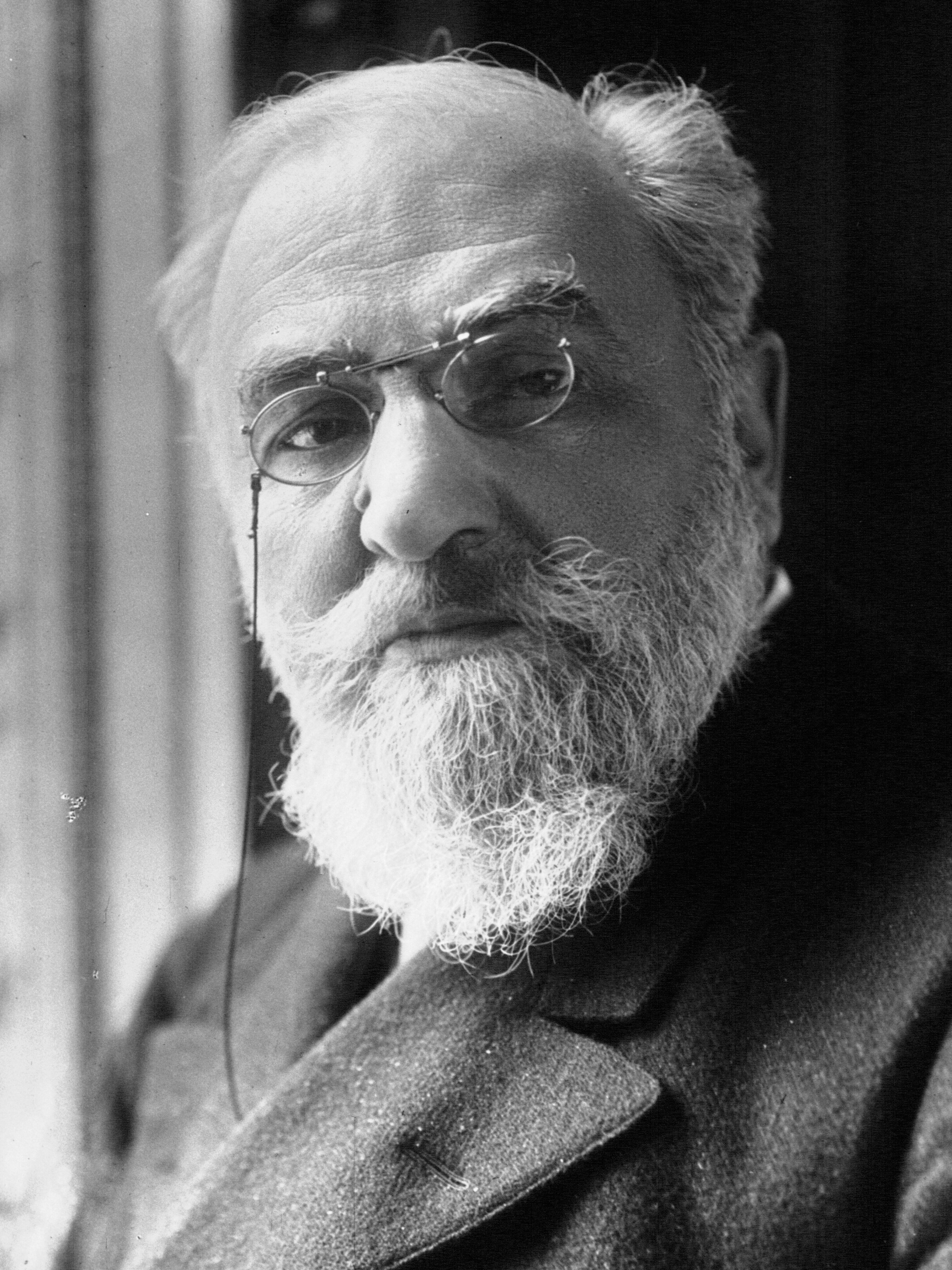
Léon Bourgeois en 1917.

À l'issue du conflit, les membres des loges sont majoritairement composés d'anciens combattants, parfois blessés ou mutilés. Une cohabitation s'établit dans les loges entre patriotisme et pacifisme, esprit de revanche ou de réconciliation. Les obédiences nationales, loin d'être homogènes, rejoignent divers regroupements où les célébrations mémorielles des morts aux combats côtoient la solidarité envers les survivants et les victimes de toutes natures.
Toutefois, malgré le retour d'un idéal utopique de fraternité et d'espoir d'entente universelle au travers de la Société des Nations, soutenue par une partie de la franc-maçonnerie libérale et dont Léon Bourgeois devient le premier président en 1920, une rupture s'est installée au sein des obédiences européennes. Le retour de la paix ne peut faire oublier l'échec du pacifisme d'avant-guerre et le nationalisme patriotique dans lequel chaque obédience se retranche et qui perdure à la fin du conflit.
En excluant les obédiences maçonniques des États vaincus et en rejetant les francs-maçons des Empires centraux au moins jusqu'en 1925 avec les accords de Locarno, en associant l'action des puissances alliées à la victoire de la paix et de la liberté, les dédouanant de facto de toute responsabilité dans la guerre, la franc-maçonnerie des nations alliées confirme la rupture profonde qui s'est installée entre les loges et obédiences des nations belligérantes. Le conflit a fait voler en éclat la fraternité propre à l’universalisme maçonnique, chaque camp ne reconnaissant plus l'autre comme faisant partie du « Temple universel de l'Humanité ». Édouard Quartier-la-Tente, qui exprime dans son dernier rapport en 1920 ses regrets de voir si peu de reconnaissance des grandes loges américaines, avoue voir sa « foi maçonnique » amoindrie, la franc-maçonnerie s'étant montrée incapable de maintenir la fraternité universelle.
À la fin de la guerre, les franc-maçonneries des États vainqueurs ou vaincus suivent dès lors les évolutions internes propres à leurs nations respectives. Réaffirmant son orthodoxie dans son interprétation des préceptes des constitutions d'Anderson, la Grande Loge unie d'Angleterre invite les obédiences de l'Empire britannique et du courant conservateur à s'abstenir de toute intervention dans l'action politique nationale ou internationale. La franc-maçonnerie libérale, pour sa part, oscille entre son idéal utopiste empreint de l'universalisme et du cosmopolitisme hérités du XVIIIe siècle et le rôle actif qu'elle revendique dans la construction des identités nationales. Pour sortir de cette contradiction, de nombreux francs-maçons s'engagent dans des projets pacifistes, des associations de rapprochement des obédiences du monde comme l'Association maçonnique internationale (AMI), dont l'objet est de nouveau de rapprocher les obédiences de toutes tendances ou des projets de construction d'une Europe fédérale avec pour nouvelle utopie que cet « ultime conflit mondial accouche d'une paix universelle et définitive… »